# Anna Lisitsyna
Anna Lisitsyna (russo: Анна Лисицына) (Carélia, 14 de fevereiro de 1922 - Rio Svir, 3 de agosto de 1942) foi uma partisans soviética que recebeu postumamente o título de Herói da União Soviética, em 25 de setembro de 1943, por seus atos de resistência.

## Biografia

### Infância e educação
Lisitsyna nasceu em uma família vepesiana de Jitnoroutcheï, na Carélia. Depois de se formar na escola secundária em Rybreka, estudou entre 1938 e 1940 para se tornar bibliotecária em Leningrado, após o que trabalhou como bibliotecária no Clube Regional Segueja até a invasão alemã da União Soviética. Foi membro do Komsomol e gostava de vários esportes, incluindo ciclismo, esqui e tiro de precisão, o que se mostrou útil para suas atividades partasanas.

### Segunda Guerra Mundial
Em 15 de junho de 1942, Lisitsyna, Mariya Melentieva e seis outros partisans foram enviados pelo Exército Vermelho para as linhas inimigas em Leningrado, em uma missão de identificação pessoal, onde ela e Melentieva foram designadas para estabelecer um comitê clandestino do Komsomol e a construção de esconderijos para os partisans do Cheltozero. Elas também deviam coletar informações sobre as forças inimigas e suas fortalezas. A anciã da vila onde ela estava posicionada participa da criação da liga de jovens comunistas da divisão, ajudando a propagar folhetos anti-Eixo nos campos de prisioneiros e no quartel finlandês. Depois de localizar as guarnições do Eixo para a força aérea soviética e fazer listas de colaboradores alemães, os guerrilheiros são ordenados a retornar ao território controlado pelos soviéticos sozinhos, porque a aeronave atribuída ao transporte não pode fazer a viagem. Para a volta era necessário atravessar o rio Svir, que é gelado, mas não congelado. Quando descobrem que o pequeno barco planejado para a travessia desapareceu, eles constroem uma jangada que cai no meio do rio. Depois de cair na água, tira o vestido pesado e coloca os documentos importantes na cabeça sob o chapéu. Devido à temperatura da água, Lisitsyna desenvolve cãibras que a impedem de se mover, mas ela não consegue gritar por ajuda, porque existem campos inimigos na praia. Melentieva tenta salvá-la, mas ela não pode carregá-la para atravessar o rio, então ela tem que deixá-la na água depois de recuperar os documentos.

## Homenagens
Lisitsyna recebeu postumamente o título de Herói da União Soviética em 25 de setembro de 1943 por decreto do Soviete Supremo. A rua que leva seu nome em Petrozavodsk traz uma placa comemorativa e seu retrato está presente na Galeria dos Heróis da cidade.